# 평도공 박은 묘역
평도공 박은 묘역은 대한민국 경기도 파주시 문산읍 당동리에 있는 조선전기 좌명공신인 평도공 박은 묘역이다. 2007년 2월 22일 파주시의 향토문화유산 제25호로 지정되었다.

## 개요
평도공 박은(平度公 朴, 1370~1422)은 조선초기의 문신으로 본관은 반남(潘南), 자(子)는 앙지(仰之), 호는 조은(釣隱)으로 고려말 학자인 상충(尙衷)의 아들이며 이곡(李?)의 외손이다. 19세에 과거에 급제하여 후덕부승(厚德府丞)을 거쳐 개성부소윤(開城府少尹)이 되었으며 조선이 건국된 후 지금주사(知錦州事)가 되어 정치 성적이 가장 높아 좌보궐(左補闕)에 전임되었다. 1397년(태조 6) 사헌시사(司憲侍史)를 거쳐 1401년(태종 1) 4조 전서(典書)를 두루 역임한 후 좌명공신(佐命功臣)에 오르고 반남군(潘南君)에 봉해졌다.그 후 1416년(태종 16) 5월 우의정, 같은 해 11월 좌의정 겸 판이조사에 오르고 부원군(府院君)에 진봉되었고 시호는 평도(平度)이다. 박은 묘는 부인 장흥주씨(長興周氏)와의 합장봉분으로 1422년 최초 양주의 중량포에 예장하였던 것을 경기도 광주를 거쳐 현재의 장소로 재차 이장하였다. 정면으로 묘비와 상석, 향로석이 배치되어 있으며 봉분아래 좌우로 문인석이 두 쌍씩 모두 4기가 배치되어 있다. 또한 묘역 중앙에 사각의 장명등을 세웠는데 옥개석부분은 도난을 당해 새로 조성하였다. 그리고 봉분 우측으로는 원래의 묘표와 새로 세운 묘표 2기가 나란히 세워져 있으며 그 옆으로 면봉기사비(緬奉紀事碑)가 세워져 있다. 묘역 아래로 아들 참판공 박규(參判公 朴葵)묘, 박규의 부인인 원주변씨(原州邊氏)묘, 학생공 박홍기(學生公 朴弘基)묘등 4기의 묘가 상하 일렬로 배치되어 있다.

## 같이 보기
- 박은